# Thonne-le-Thil
Thonne-le-Thil ist eine französische Gemeinde mit 276 Einwohnern (Stand: 1. Januar 2022) im Département Meuse in der Region Grand Est (bis 2015 Lothringen). Sie gehört zum Arrondissement Verdun und zum Kanton Montmédy.

## Geografie
Die Gemeinde Thonne-le-Thil liegt an der Grenze zum Département Ardennes, sieben Kilometer nördlich von Montmédy und fünf Kilometer von der Grenze zu Belgien entfernt.

## Bevölkerungsentwicklung
| Jahr                       | 1962 | 1968 | 1975 | 1982 | 1990 | 1999 | 2006 | 2019 |
| Einwohner                  | 342  | 346  | 297  | 285  | 261  | 256  | 262  | 274  |
| Quellen: Cassini und INSEE |      |      |      |      |      |      |      |      |

## Sehenswürdigkeiten

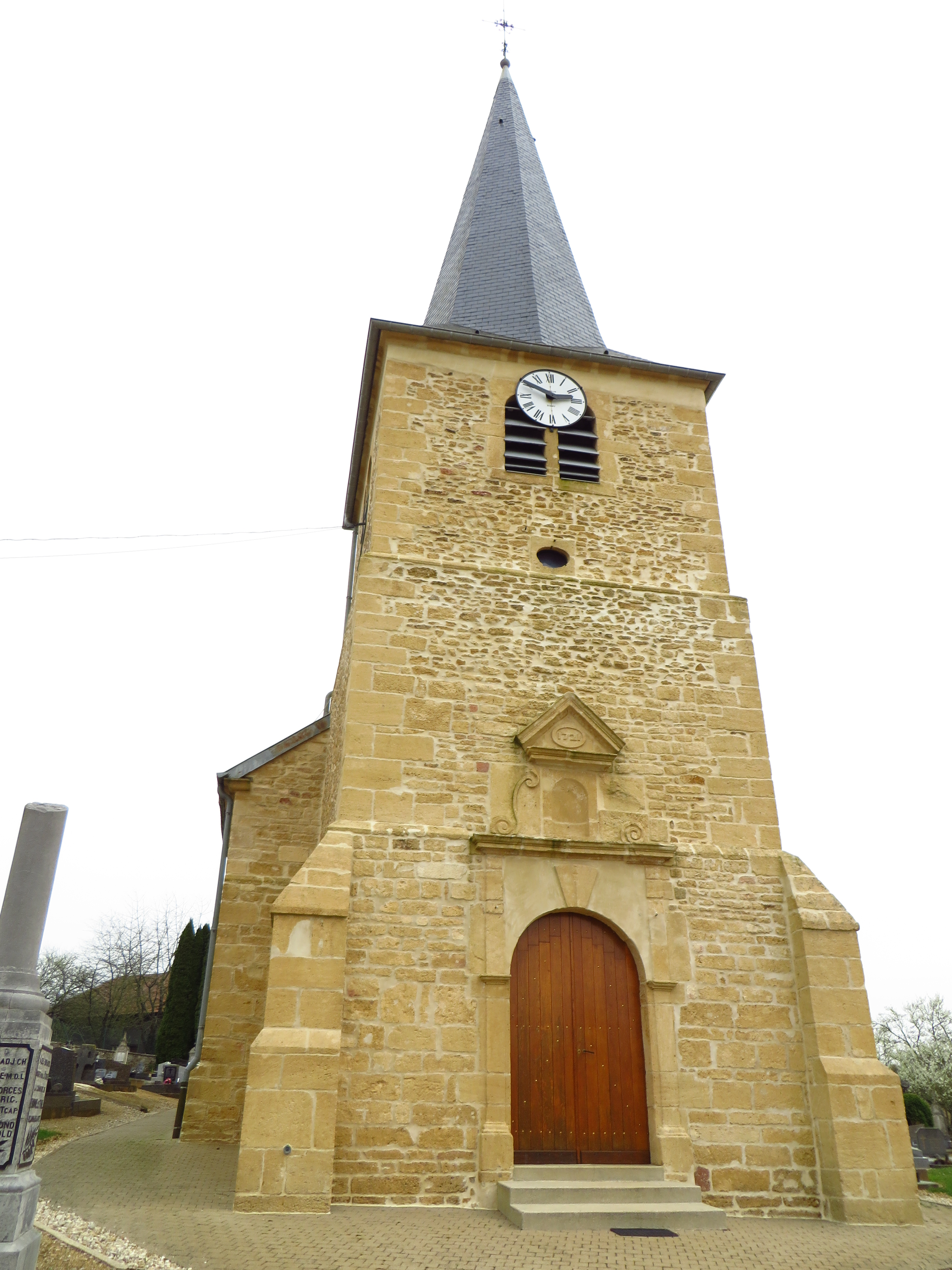
Kirche Saint-Martin
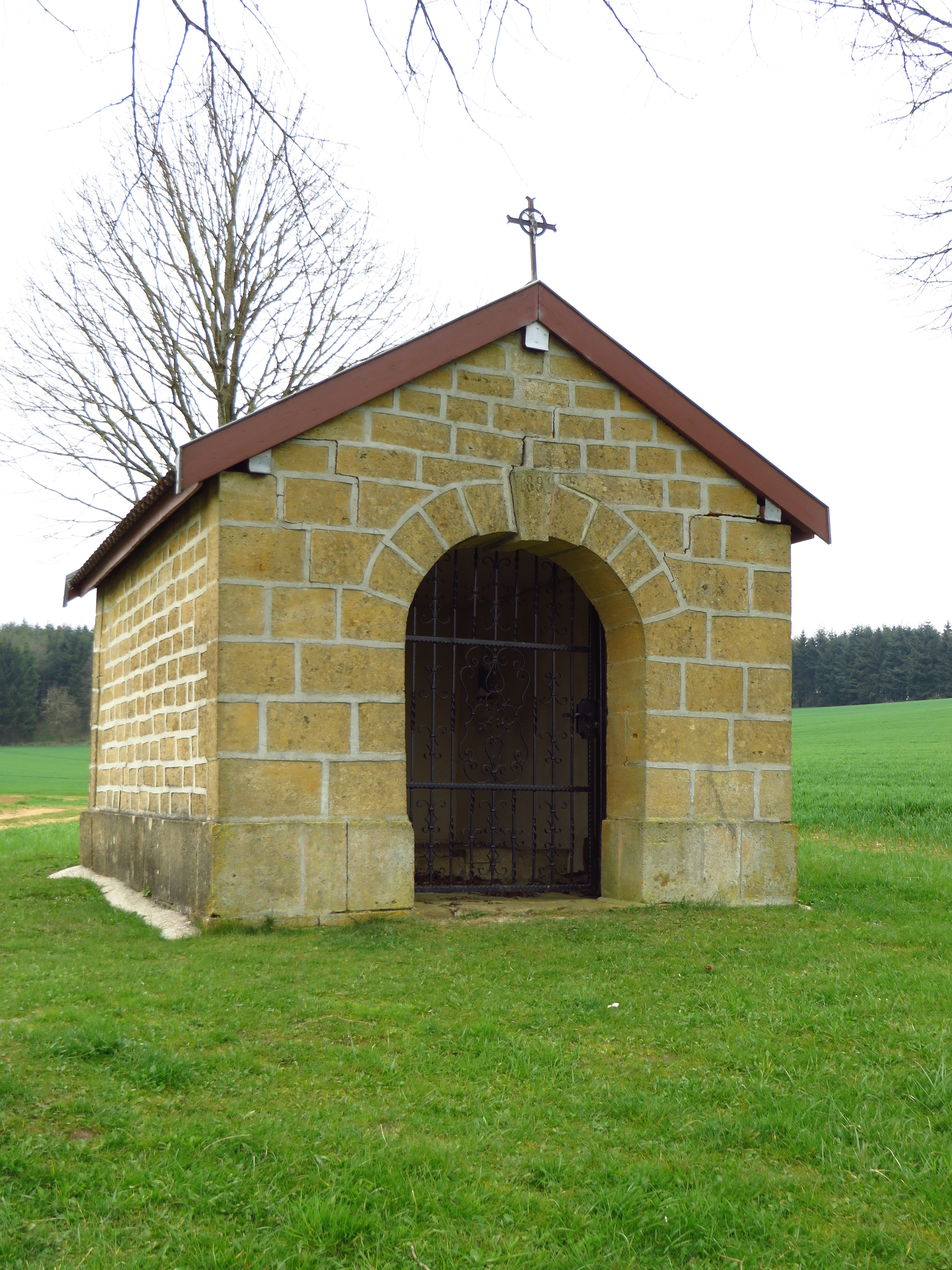
Kapelle Saint-Donat
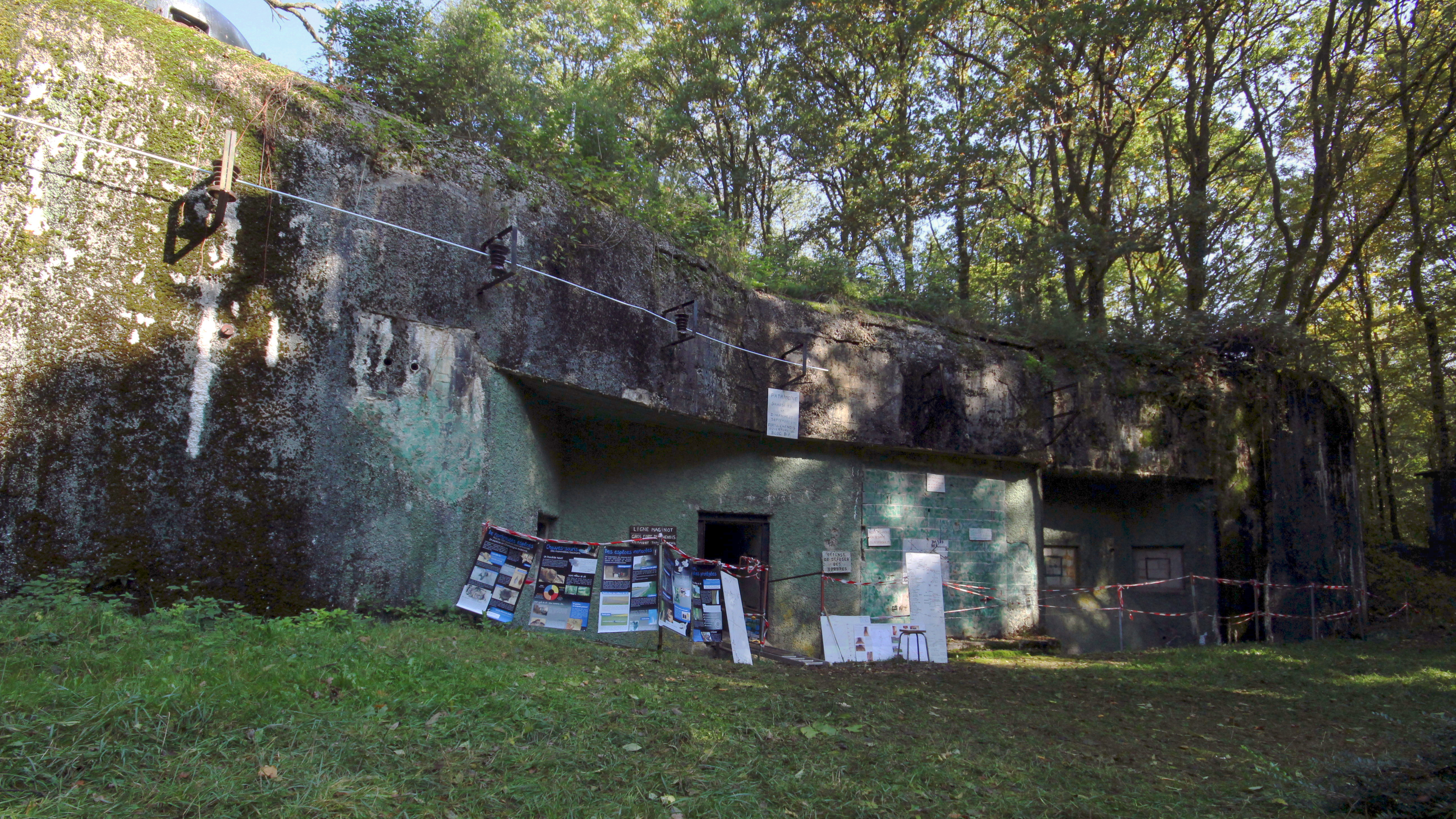
Festungen der Maginot-Linie

- Kirche Saint-Martin
- Kapelle Saint-Donat
- „Ouvrage du Chenois“ als Teil der Maginot-Linie